# Michel Bonnevie
Michel Bonnevie (Chaville, Isla de Francia; 19 de noviembre de 1921-10 de septiembre de 2018) fue un baloncestista francés. Fue medalla de plata con Francia en los Juegos Olímpicos de Londres 1948. 